# Honoka Hayashi
Honoka Hayashi (født 19. maj 1998) er en japansk fodboldspiller. Hun er medlem af Japans kvindefodboldlandshold.

## Landsholdskarriere
Den 11. december 2019 fik hun debut på det japanske landshold, i en kamp mod Taiwan.